# Gwiazdówko
Gwiazdówko – kolonia położona w województwie zachodniopomorskim, w powiecie sławieńskim, w gminie Sławno na trasie zawieszonej obecnie linii kolejowej Sławno-Korzybie. Do 31 grudnia 2024 r. przysiółek wsi Gwiazdowo.
W latach 1975–1998 miejscowość administracyjnie należała do województwa słupskiego.